# Epipleoneura pallida
Epipleoneura pallida är en trollsländeart som beskrevs av Racenis 1960. Epipleoneura pallida ingår i släktet Epipleoneura och familjen Protoneuridae. Inga underarter finns listade i Catalogue of Life.